# György Festetics (Landwirt)

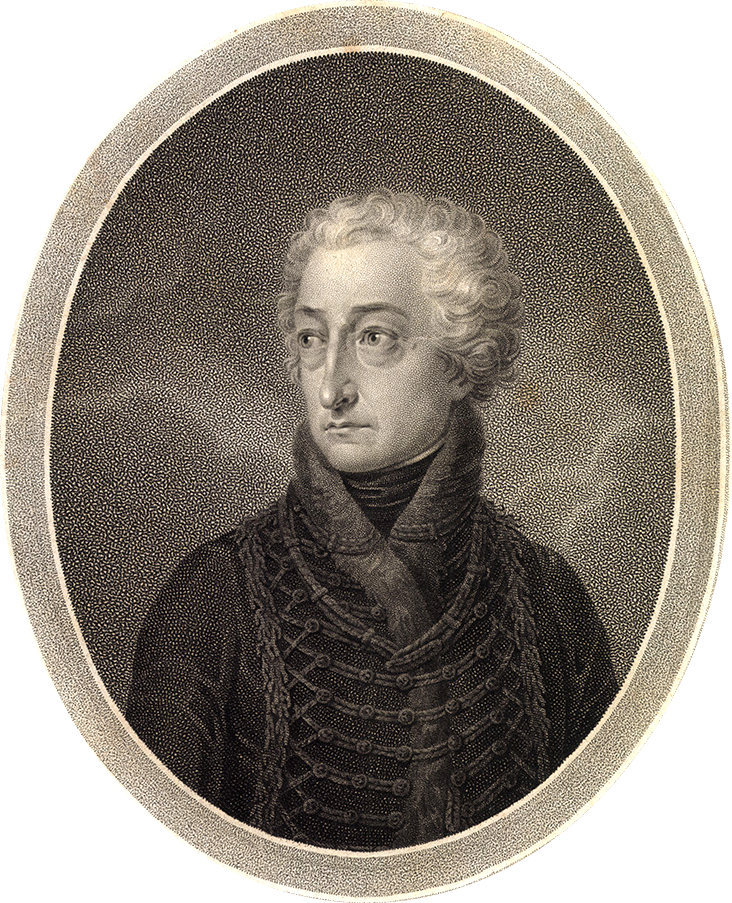
Georg Graf Festetics von Tolna (1755–1819)

György (Georg) Graf Festetics von Tolna (* 1. Januar 1755 in Simaság; † 2. April 1819 in Keszthely in Ungarn) war ein ungarischer Agrarreformer und Gründer der Landwirtschaftsuniversität Georgikon.

## Leben und Wirken
Festetics machte als ungarischer Offizier mit einigen anderen an den ungarischen Landtag des Königreichs Ungarn, das im Jahr 1790 wie das Erzherzogtum Österreich unter der Regentschaft von Joseph II. bzw. Leopold II. stand, Eingaben bezüglich Reformen der Dienst- und Kommandosprache bei rein ungarischen Einheiten. Statt Erfolge zu erzielen, wurde er gemaßregelt und kam sogar einige Monate in Haft.
Als er im Jahr 1791 freigelassen wurde, zog er sich auf sein Landgut zurück und beschäftigte sich intensiv mit Landwirtschaft und erreichte so bahnbrechende Erfolge. In Keszthely gründete er im Jahr 1797 die älteste Landwirtschaftliche Hochschule Europas, das Georgikon. Im Jahr 1807 baute er eine Forst- und Jagdschule und eine Schule für Gestütts- und Bereiter-Kunde zu dieser Hochschule. Heute ist die Hochschule ein Museum.
1802 wurde er zum Ehrenmitglied der Göttinger Akademie der Wissenschaften gewählt.
Im Jahr 1817 führte er im Schlosspark seiner Heimatstadt die Helikon-Festspiele ein, wo Künstler und Kulturschaffende der damaligen ungarischen Szene eingeladen waren.
Er hatte enge Kontakte mit seinen entfernten Verwandten in Kroatien und kaufte 1791 die Herrschaft Muraköz im Komitat Zala (heute im nördlichsten Teil Kroatiens gelegen).
Seine Schwester war Julianna Festetics, die mit Ferenc Széchényi verheiratet war.